# Архегоніати
Архегоні́ати, або архегоніа́льні росли́ни (лат. Archegoniatae) — група рослин, що мають особливий жіночий статевий орган — архегоній. У кінці XIX — на початку XX століття розглядалася як окремий відділ рослин, з середини XX століття розділена на відділи мохоподібні, папоротеподібні, голонасінні. Деякі автори, зокрема ботанік Дуглас Кемпбелл, вважали, що до архегоніатів належать лише мохи та папороті. Втім низка ботаніків продовжує розглядати архегоніати як вищий таксон.
Запропонував виділити цю групу російський ботанік Іван Горожанкін у 1876 році.